# CBBC
CBBC (Children's BBC) はBBCが所有するイギリスの子供向け放送チャンネルである。6才から12才の子供をターゲットとする。デジタルチャンネルで午前7時から午後9時まで放送されている。
CBBCのブランドネームは2012年までBBC Oneでウィークデイの午後に、2013年までBBC Twoでウィークデーの午前に使われていた。また、CBBCの番組はBBC HDでも2013年まで週末の午後に放送されていた。 
BBCは2022年5月26日には経営改革の一環として、2025年以降にBBC Fourと共に放送を停止し、オンライン配信のみとする方針を表明した。 

## Logos

1997-2002
2002-2005
2005-2007
2007-2016
2021-2023
2023-present

## 主な番組
- ミルドレッドの魔女学校 The Worst Witch (2017-)
- デンジャーマウス Danger Mouse (2015-)
- Creeped Out (2017-)
- オールモスト・ネバー 夢みるバンド物語